# La Communiste
La Communiste (russe : Коммунистка, kommounistka /kəmʊˈnʲistkə) est une revue féministe parue en Union soviétique. Elle est fondée par Inès Armand et Alexandra Kollontaï en 1920, et constitue l'organe de presse du Jenotdel,.
La Communiste est publiée chaque mois. Elle s'adresse aux femmes du prolétariat, ouvrières, paysannes et ménagères et aborde la question de l'émancipation des femmes, non seulement sur le plan théorique, mais également de façon pratique, considérant que la révolution ne suffira pas en elle-même à mettre aux inégalités entre les femmes et les hommes et à l'oppression des premières dans la famille et dans la société. Inès Armand et Alexandra Kollontaï soulignent notamment le faible pourcentage de femmes dans le parti bolchevique, dans la conduite des activités économiques, dans les soviets, dans les unions professionnelles ou au gouvernement, ce qui doit être combattu par des actions spécifiques.
Inès Armand, Alexandra Kollontaï, Nadejda Kroupskaïa et d'autres y prennent également position sur des questions comme la sexualité, l'avortement, le mariage et le divorce, les relations entre les sexes, l'amour libre, la moralité, la famille, la maternité ou la libération des femmes de l'esclavage masculin. La revue soutient que la libération des femmes est intimement lié à la construction de la société communiste dans son ensemble,.
La Communiste arrête de paraître en 1930, alors même que le Jenotdel est dissous par le pouvoir stalinien.